# اورچارد هیلز (پنسیلوانیا)
اورچارد هیلز (به انگلیسی: Orchard Hills) یک منطقهٔ مسکونی در ایالات متحده آمریکا است که در شهرستان آرمسترانگ، پنسیلوانیا واقع شده‌است. اورچارد هیلز ۱٬۹۵۲ نفر جمعیت دارد.